# Крів-Кер (Міссурі)
Крів-Кер (англ. Creve Coeur) — місто (англ. city) в США, в окрузі Сент-Луїс штату Міссурі. Населення — 18 834 особи (2020).

## Географія
Крів-Кер розташований за координатами 38°39′44″ пн. ш. 90°26′35″ зх. д. / 38.66222° пн. ш. 90.44306° зх. д. (38.662180, -90.443064).  За даними Бюро перепису населення США в 2010 році місто мало площу 26,59 км², уся площа — суходіл.

## Демографія
Згідно з переписом 2010 року, у місті мешкали 17 833 особи в 7654 домогосподарствах у складі 4717 родин. Густота населення становила 671 особа/км².  Було 8433 помешкання (317/км²).
Расовий склад населення:
| - 79,9 % — білих - 10,1 % — азіатів - 7,2 % — чорних або афроамериканців - 0,2 % — корінних американців |

До двох чи більше рас належало 1,9 %. Частка іспаномовних становила 2,6 % від усіх жителів.
За віковим діапазоном населення розподілялося таким чином: 20,9 % — особи молодші 18 років, 58,4 % — особи у віці 18—64 років, 20,7 % — особи у віці 65 років та старші. Медіана віку мешканця становила 44,3 року. На 100 осіб жіночої статі у місті припадало 93,0 чоловіків;  на 100 жінок у віці від 18 років та старших — 89,2 чоловіків також старших 18 років.
Середній дохід на одне домашнє господарство  становив 150 334 долари США (медіана — 96 061), а середній дохід на одну сім'ю — 182 446 доларів (медіана — 142 285). Медіана доходів становила 89 133 долари для чоловіків та 55 349 доларів для жінок. За межею бідності перебувало 6,0 % осіб, у тому числі 6,3 % дітей у віці до 18 років та 6,1 % осіб у віці 65 років та старших.
Цивільне працевлаштоване населення становило 9210 осіб. Основні галузі зайнятості: освіта, охорона здоров'я та соціальна допомога — 29,6 %, науковці, спеціалісти, менеджери — 18,3 %, фінанси, страхування та нерухомість — 11,1 %, виробництво — 10,5 %.